# Bromley-by-Bow
Bromley-by-Bow is een wijk in het Londense bestuurlijke gebied Tower Hamlets, in het oosten van de regio Groot-Londen. Het wordt verwezen als Bromley-by-Bow om het onderscheid te maken met de district Bromley in zuidoost Londen.